# Falkenburgbahn

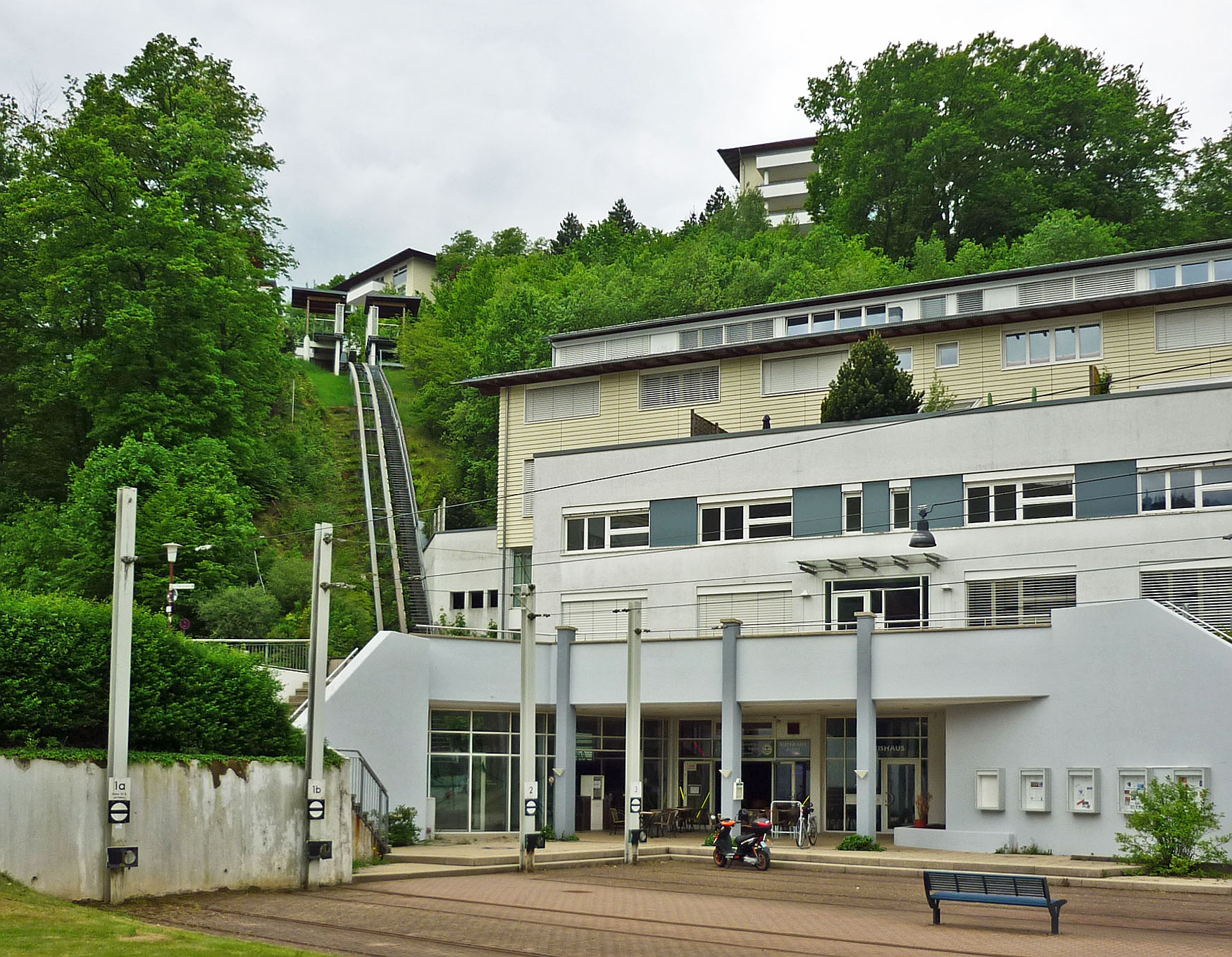
Herrenalb-Seilbahn, Blick von Osten (2015)

Die Falkenburgbahn war ein vollautomatischer Schrägaufzug und führte vom Bahnhof Bad Herrenalb zur Acura-Ruland Fachklinik Falkenburg.

## Technische Daten
- Talstation Bahnhof / Ärztehaus: 352 m. ü. M.
- Mittelstation Thermehotel Falkenburg: 387,5 m. ü. M.
- Bergstation Klinik Falkenburg: 398 m. ü. M.
- Länge: 117 m
- Höhenunterschied: 46 m
- Steigung: 27,7–63,7 %
- Zugseil: 20 mm Durchmesser, 145 m Länge
- Förderleistung: bis 22 Personen bez. 260 Personen / Stunde
- Antrieb: Windenantrieb 56 kW Dauer- / 74 kW Spitzenleistung
- Fahrgeschwindigkeit: 1,6 m/s
- Hersteller: von Roll aus Thun in der Schweiz

## Eigentümer und Betreiber
Eigentümer der Bahn ist die Ruland Fachklinik Falkenburg und letzter Betreiber war die Albtal-Verkehrs-Gesellschaft (AVG).

## Betriebszeiten
Die Bergbahn verkehrte täglich von 7:00 bis 22:00 Uhr. Die Abfahrten fanden nach Bedarf statt. Seit dem 4. September 2012 ist die Bahn außer Betrieb.

## Ende des Betriebes
Da für den Betrieb der Bahn ein erheblicher Zuschussbetrag von ca. 200.000 € anfiel, hat die Besitzerin gegenüber dem Betreiber den privatrechtlichen Betriebsführungsvertrag zum 31. Dezember 2012 gekündigt. Damit ist eine Fortführung des Betriebes für die AVG aufgrund der Besitzverhältnisse nicht möglich. Als Ersatz wurde ein Shuttle-Verkehr zwischen Klinik, Innenstadt und Bahnhof eingerichtet, der täglich einmal pro Stunde von einem Kleinbus der Klinik bedient wird.
Anfang 2014 wurde vom Eigentümer, den Acura Kliniken, bekanntgeben, dass sie in naher Zukunft den Betrieb der Falkenburgbahn wieder aufnehmen wollen. Hiervon erwartete sich die Klinik  einen Imagegewinn. Bis Herbst 2015 war noch keine Entscheidung getroffen worden, 2022 stand die Bahn noch immer still.